# Harf
Harf est une ville située au sud du Liban, dans le Kaza de Jezzine.